# 上石神井車両基地

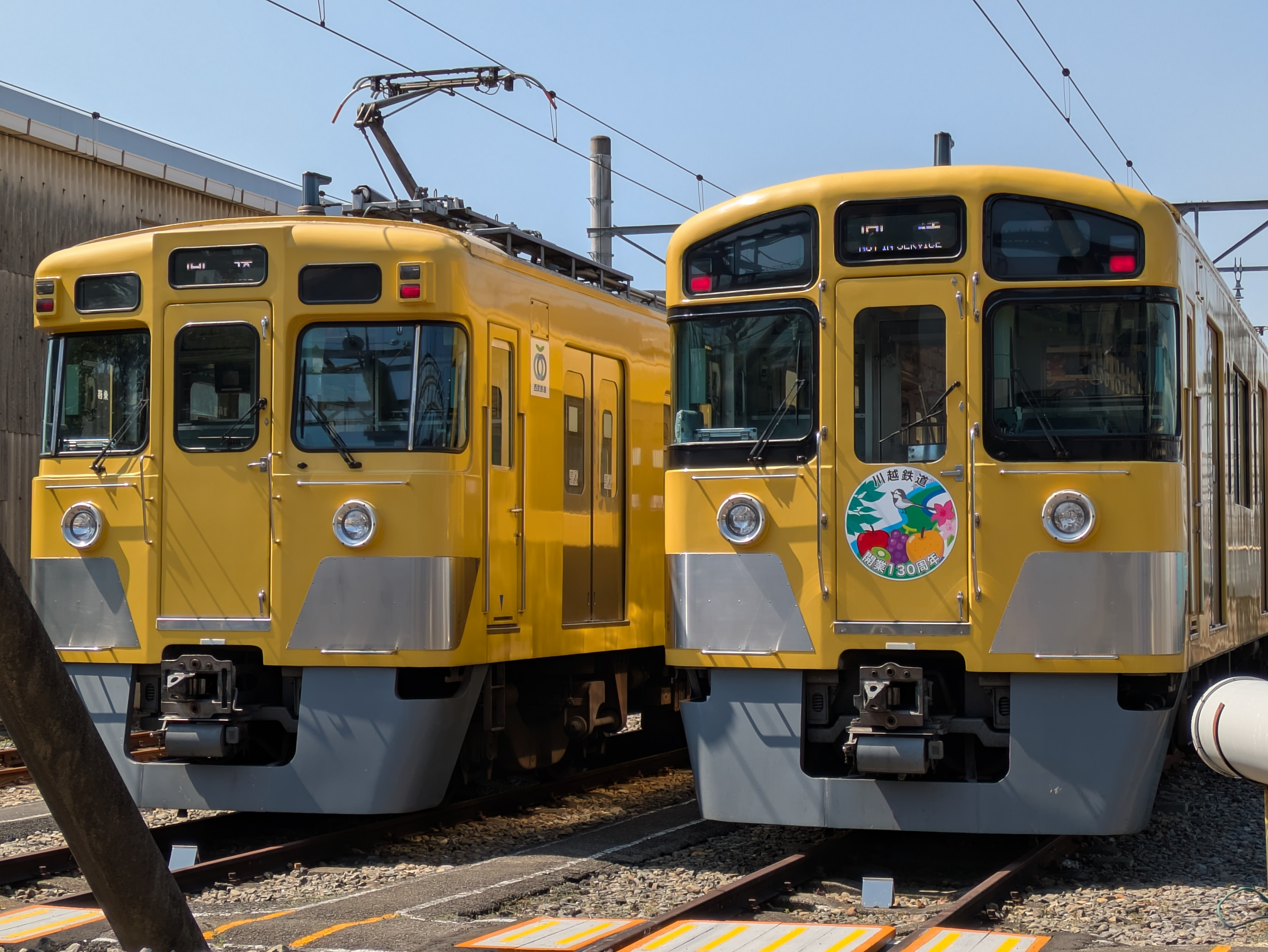
上石神井車両区に並ぶ西武2000系と新2000系

上石神井車両基地（かみしゃくじいしゃりょうきち）は、東京都練馬区にある西武鉄道の車両基地。

## 概要
新宿線上石神井駅に隣接している。線内でも列車密度の高い区間にあり、営業線対応や夜間休日の多摩湖線対応などを行っている。
現在では当車両基地に所属する車両はない（新宿線の車両は南入曽車両基地・玉川上水車両基地に所属）。2013年（平成25年）3月のダイヤ改正で列車検査を廃止しており、当車両基地に整備係員は配置していない。このため、南入曽車両基地の整備係員が出張して出入庫や清掃整備を実施している。
西武鉄道新宿線（井荻駅～西武柳沢駅間）連続立体交差化計画等の都市計画素案において、当車両基地も高架化され、上下本線の間に5本、下り本線の南側に2本の計7本の車庫線が整備される計画素案が存在する。

## 歴史
- 1928年（昭和3年）1月 - （旧）西武鉄道の検修庫として収容両数44両で開設。
- 1969年（昭和44年） - 南入曽車両基地の支区となる。
- 1975年（昭和50年） - 検修棟の建て替えおよび電留線の拡張と共に、再び独立した車両基地となる。
- 1997年（平成9年）3月 - 組織改正により玉川上水車両管理所（現・玉川上水車両基地）の管理下となる。
- 2001年（平成13年）7月 - 組織改正で新宿線車両所上石神井車両基地となる。
- 2013年（平成25年）3月 - 列車検査を廃止、当車両基地の整備係員を廃止[1]。